# Лентероде
Лентероде (нем. Lenterode) — община в Германии, в земле Тюрингия. 
Входит в состав района Айхсфельд. Подчиняется управлению Удер.  Население составляет 303 человека (на 31 декабря 2010 года). Занимает площадь 4,24 км².